# 日本の神の一覧
日本の神の一覧（にほんのかみのいちらん）は、日本神話および神道の神や民俗信仰の神、その他の日本の宗教の神および日本に土着した外国の神の一覧である。人代以降（神武天皇同世代以降）の人物は飛鳥時代以前の人物一覧を参照。
ただし、仏教由来の神（-如来、-菩薩、-明王、-天）や習合神（-明神、-権現）はここには加えないので仏の一覧を参照。
項目の見方
- 神名（読み）（別表記、別名）：⇒纏り（備考）

下記の項目分けは便宜的なものである。神名の表記や読み方は一例であって同じ神でも様々な表記がある。命（…のみこと）、尊（…のみこと）、神（…かみ、…のかみ、しん、じん）などの神号の部分は原則として省略。神群（例：宗像三女神）は括っていない。“：”の後は簡単な紹介（祀られる神社や出典文献）を記す。

## 日本神話由来の神

### あ行

#### あ
- 青沼馬沼押比売神（あおぬまぬおしひめ）
- 阿加流比売神（あかるひめ）
- 飽咋之宇斯能神（あきぐいのうし）- 伊弉諾尊の冠から神になる
- 秋比売神（あきびめ）
- 秋山之下氷壮夫（あきやまのしたびおとこ）
- 阿久斗比売（あくとびめ）
- 悪樓（あくる）
- 浅間大神（あさま）：⇒木花之佐久夜毘売
- 足柄之坂本神（あしがらのさかもと）：坂の神
- 阿遅鉏高日子根神（あじすきたかひこね）- 農業、雷、不動産業の神
- 葦那陀迦神（あしなだか） ：「古事記」にみえる女神。
- 足名稚命、脚摩乳命（あしなづち）：⇒脚摩乳・手摩乳
- 葦原色許男神（あしはらのしこお）：⇒大国主
- 阿須波神（あすは）
- 阿曇大浜（あずみのおおはま）：阿曇(あずみ)氏の祖
- 阿陀加夜努志多伎吉比売命（あだかやぬしたききひめ）
- 吾田媛（あたひめ）：⇒木花之佐久夜毘売
- 熱田大神（あつた）：⇒天叢雲剣（草薙剣）・三種の神器
- 阿曇磯良（安曇磯良）（あづみのいそら）- 海の神
- 姉倉比売神（あねくらひめ）
- 穴戸神（あなと）
- 綾門日女命（あやとひめ）
- 荒熊大神（あらくまおおかみ）
- 淡道之穂之狭別島（あわじのほのさわけしま）
- 淡島神（あわしま）
- 沫那芸神（あわなぎ）⇒速秋津日子神参照
- 沫那美神（あわなみ）⇒速秋津日子神参照

##### あま・あめ
- 天知迦流美豆比売神（あましるかみづひめ）
- 天津国玉神（あまつくにたま）
- 天久米命（あまつくめ）
- 天津彦根命、天津日子根命（あまつひこね）- 日の神、海の神、風の神
- 天津日高日子波限建鵜葺草葺不合命（あまつひこひこなぎさたけうがやふきあえず）：⇒鵜葺草葺不合
- 天津日高日子番能迩迩芸命（あまつひこひこほのににぎ）：⇒瓊瓊杵
- 天津日高日子穂穂手見命（あまつひこひこほほでみ）：⇒火遠理
- 天津日高彦瓊瓊杵尊（あまつひたかひこににぎ）：⇒瓊瓊杵
- 天津日高彦火火出見尊（あまつひたかひこほほでみ）：⇒火遠理
- 天津麻羅（あまつまら）- 鍛冶の神
- 天津甕星（あまつみかぼし）- 星の神
- 天御虚空豊秋津根別（あまつみそらとよあきづねわけ）：⇒国産み参照
- 天照御魂神（あまてるみたま）：⇒天火明、天照大神、饒速日など諸説ある。
- 天照大神（あまてらすおおみかみ）- 三貴子、太陽神
- 天照大御神（あまてらすおおみかみ）：⇒天照大神
- 天照国照彦天火明櫛玉饒速日命 (あまてる くにてる ひこ あめのほあかり くしたま にぎはやひ)：⇒饒速日
- 天石門別神、天石戸別神（あまのいわとわけ）
- 天活玉命（あめのいくたま）
- 天宇受売命（あめのうずめ）- 芸能の女神
- 天之忍男（あめのおしお）：⇒知訶島
- 天之忍許呂別（あめのおしころわけ）：⇒国産み参照
- 天忍日命（あめのおしひ）
- 天之忍穂耳命（あめのおしほみみ）- 稲穂の神、農業神
- 天之尾羽張神（あめのおはばり）
- 天鏡尊（あめのかがみ）
- 天迦久神（あめのかく）：⇒天之尾羽張参照
- 天香語山命（あめのかごやま）：⇒天香山命
- 天神玉命（あめのかむたま）
- 天神櫛玉命（あめのかむくしたま）⇒天神玉命
- 天之久比奢母智神（あめのくひざもち）：⇒速秋津日子神参照
- 天之闇戸神（あめのくらど）：⇒大山津見神参照
- 天児屋命（あめのこやね）- 託宣の神
- 天之狭霧神（あめのさぎり）：⇒大山津見神参照
- 天探女（あめのさぐめ）
- 天之狭土神（あめのさづち）：⇒大山津見神参照
- 天之狭手依比売（あめのさでよりひめ）：⇒国産み参照
- 所造天下大神（あめのしたつくらしし）：⇒大国主
- 天手力男神（あめのたぢからお）- 腕力・筋力を象徴する神
- 天棚機姫神（あまのたなばたひめ）- 織機の神
- 天之都度閇知泥神（あめのつどへちぬ）
- 天之常立神（あめのとこたち）- 始源神、天空神
- 天豊足柄姫命（あめのとよたらしからひめのみこと）
- 天鳥船神（あめのとりふね）：⇒鳥之石楠船神
- 天苗加命（あめのなえますのみこと）
- 天羽槌雄神（あめのはづちのお）
- 天波与命（あめのはよ）
- 天日照命（あめのひでり）：⇒建比良鳥命
- 天一根（あめのひとつね）：⇒姫島 (大分県)
- 天比登都柱（あめひとつはしら）：⇒国産み参照
- 天夷鳥命（あめのひなどり）：⇒建比良鳥命
- 天日腹大科度美神（あめのひばらおおしなどみ）
- 天日鷲神（あめのひわし）- 豊漁、商工業繁栄、開運、開拓、殖産の守護神
- 天之吹男神（あめのふきお）：⇒家宅六神
- 天両屋（あめふたや）：⇒両児島
- 天太玉命（あめのふとだま）：⇒布刀玉命
- 天之冬衣神（あめのふゆきぬ）
- 天火明命（あめのほあかり）
- 天之菩卑能命、天穂日神（あめのほひ）- 出雲国造の祖
- 天目一箇神（あめのまひとつ）- 鍛冶の神
- 天御祖神（あめのみおやがみ）
- 天之御影神（あめのみかげ）：⇒天目一箇神
- 天之甕主神（あめのみかぬし）
- 天之水分神（あめのみくまり）：⇒水分神
- 天御虚空豊秋津根別（あめのみそらとよあきつねわけ）
- 天道日女命  (あめのみちひめ)
- 天美津玉照比売命（あめのみつたまてるひめ）
- 天御鳥命（あめのみとり）
- 天之御中主神（あめのみなかぬし）- 宇宙の根源神
- 天御柱命（あめのみはしら）：⇒級長津彦命
- 天三降命（あめのみふり）
- 天八現津彦命（あめのやあきつひこ）
- 天八意思兼（あめのやごころおもいかね）：⇒思兼神（おもいかね）
- 天八十萬魂尊（あめのやそよろず）
- 天湯河板挙（あめのゆかわたな）
- 天若日子、天稚彦（あめのわかひこ、あめわかひこ）

#### い・う・え・お
- 五百箇磐石尊（いおついわむら）
- 座摩神（いかすりのかみ）
- 活玉前玉比売神（いくたまさきたまひめ）
- 活津日子命（いくつひこね）
- 伊古奈比咩（いこなひめ）：伊古奈比咩命神社
- 伊古麻都比古神（いこまつひこ）：往馬坐伊古麻都比古神社
- 伊古麻都比賣神（いこまつひめ）：往馬坐伊古麻都比古神社
- 伊佐我命（いさが） - 出雲国造の系図に見える神、武夷鳥命の子
- 伊弉諾尊、伊耶那岐命（いざなぎ）- 創造神、国生みの神
- 伊弉冉尊、伊耶那美命（いざなみ）- 創造神、国生みの神
- 石凝姥命（いしこりどめ）- 金属加工の神、鏡の神
- 伊豆山神（いずさんじん）：⇒火牟須比（ほのむすひ）、伊弉諾尊（いざなぎ）、伊弉冉尊（いざなみ））
- 伊須流伎比古（いするぎひこ）
- 伊勢津彦（いせつひこ） - 『伊勢国風土記』逸文に見える神
- 五十猛神（いたける、いそたける）- 林業、造船、航海安全、大漁の神
- 市杵嶋姫神（いちきしまひめ）：⇒宗像三神
- 一目連神（いちもくれん）：⇒天目一箇神
- 伊豆那姫命（いづなひめ）
- 伊豆能売（いづのめ）- 厄払いの神
- 稲背脛命（いなせはぎ） - 天穂日神の子
- 井氷鹿（いひか）
- 石押分之子（いわおしわくのこ）
- 磐裂神・根裂神（いわさく・ねさく）- 武神
- 石巣比売神（いわすびめ）：⇒家宅六神
- 石土毘古神（いわつちびこ）：⇒家宅六神
- 磐筒男神（いわつつのを）- 武神
- 磐筒女神（いわつつのめ）：⇒磐筒男神
- 葦夜神（いや）
- 磐長媛命（いわながひめ）- 不老長生の神
- 宇迦之御魂神（うかのみたま）- 穀物の神
- 鵜葺屋葺不合命（うがやふきあえず）- 農業の神
- 保食神（うけもち）- 食物神
- 宇乃治比古命（うのちひこ）- 海神、水神
- 宇比地邇神・須比智邇神（うひぢに・すひぢに）- 大地の様子を表す神
- 宇摩志阿斯訶備比古遅神（うましあしかびひこじ）- 活力を司る神
- 蛤貝比売、宇武賀比売命（うむぎひめ、うむかひめ）：⇒蛤貝比売・蚶貝比売
- 表筒男命（うわつつのお）：⇒住吉三神
- 天表春命（うわはる）- 開拓、学問、技芸、裁縫、安産、婦女子の守護神。
- 榎本神（えのもと）：榎本神社
- 大麻比古命（おおあさひこ）
- 大雷（おおいかづち、おほいかつち）：⇒火雷大神
- 大神比義命(おおがのひぎのみこと)→宇佐八幡宮を創建し、日本で最初の祝(神職)に任ぜられた方。
- 意富加牟豆美命（おおかむづみ）
- 大口真神（おおぐちまがみ）-　日本狼の神格化
- 大国主神（おおくにぬし）
- 大気都比売神（おおげつひめ）- 食物神
- 大事忍男神（おおごとおしお）
- 大多麻流別命（おおたまるわけ）
- 大年神（おおとし）：⇒年神
- 意富斗能地神・大斗乃弁神（おおとのぢ・おおとのべ）-　大地の様子を表す神
- 大戸日別神（おおとひわけ）：⇒家宅六神
- 大直毘神（おおなおび）：⇒直毘神
- 大己貴神（おおなむち）：⇒大国主
- 大野手比売（おおぬでひめ）
- 大日孁貴神（おおひるめのむち）：⇒天照大御神
- 大禍津日神（おおまがつひ）：⇒禍津日神
- 大宮能売神（おおみやのめ）：⇒八神殿
- 大物忌神（おおものいみ）
- 大物主神（おおものぬし）- 水神、雷神
- 大屋都比賣神（おおやつひめ）：⇒大屋都姫・都麻津姫
- 大屋毘古神（おおやびこ）：⇒家宅六神・五十猛神
- 大山咋神（おおやまくい）- 山の地主神、農耕の神
- 大山津見神（おおやまつみ）- 山の神、海神
- 大綿津見神（おおわたつみ）：⇒綿津見神
- 淤加美神（おかみ）- 水神
- 奥疎神（おきさかる）- 伊弉諾尊の左手の腕輪から神に成る
- 興玉神（おきたまのかみ）
- 奥津甲斐弁羅神（おきつかいべら）- 伊弉諾尊の左手の腕輪から神に成る
- 奥津那藝佐毘古神（おきつなぎさひこ）- 伊弉諾尊の左手の腕輪から神に成る
- 奥山津見神（おくやまつみ）：⇒迦具土神参照
- 乙子狭姫（おとごさひめ）
- 大戸惑子神（おおとまとひこのかみ）：⇒大山津見神参照
- 大戸惑女神（おおとまとひめのかみ）：⇒大山津見神参照
- 淤加美神（おかみ）
- 淤美豆奴神（おみずぬ）
- 思金神（おもいかね）- 知恵の神
- 淤母陀琉神・阿夜訶志古泥神（おもだる・あやかしこね）- 大地の様子を表す神

### か行
- 迦具土神（かぐつち）- 火の神
- 風木津別之忍男神（かざけつわけのおしお）：⇒家宅六神
- 春日神（かすが）
- 家宅六神（かたくろくしん）- 石の神、門の神、屋根の神、風神
- 金屋子神（かなやこ）- 鍛冶職人に信仰される神
- 金山彦神（かなやまひこ）- 鉱山の神、鉱業・鍛冶の守護神
- 金山姫神（かなやまひめ）- 鉱山の神、鉱業・鍛冶の守護神
- 神直毘神（かみなおびかみ）- 直毘神の一柱
- 神皇産霊神（かみむすび）- 創造神
- 神大市姫神（かむおおいちひめ）- 農耕神、食料神
- 神屋楯比売（かむやたてひめ）
- 迦毛大御神（かも）：⇒阿遅鉏高日子根神
- 賀茂建角身命（かもたけつぬみ）
- 賀茂玉依姫（かもたまよりひめ）：⇒タマヨリビメ（鴨玉依姫）
- 賀茂別雷神（かもわけいかづち）
- 加夜奈留美命、賀夜奈流美（かやなるみ）
- 鹿屋野比売神（萱野姫神）（かやのひめ）- 草の神
- 韓神（から） - 高麗神社
- 蚶貝比売、枳佐加比売命（きさがいひめ、きさかひめ）：⇒蛤貝比売・蚶貝比売 - 赤貝の神格化
- 木祖神（きのおや）：⇒杉原大神
- 木俣神（きのまた）- 木の神、水神、安産の神
- 伎比佐加美高日子命（きひさかみたかひこ）
- 金鵄（きんとび、きんし）
- 久延毘古（くえびこ）- 田・農業の神、土地の神、学業・知恵の神
- 久久能智神（くくのち）- 木の神
- 菊理媛神（くくりひめ）- 縁結びの神
- 櫛磐間戸神（くしいわまど）
- 櫛玉命（くしたまのみこと）：⇒饒速日命
- 櫛名田姫神（くしなだひめ）- 稲田の女神
- 櫛真智命（くしまち）
- 櫛八玉神（くしやたま） - 料理の神
- 九頭龍大神（くずりゅう）
- 国忍富神（くにおしとみ）
- 国魂（くにたま）
- 国狭槌尊（くにさつち）- 大地の様子を表す神
- 国之久比奢母智神（くにのくひざもち）：⇒速秋津日子神参照
- 国之闇戸神（くにのくらど）：⇒大山津見神参照
- 国之狭霧神（くにのさぎり）：⇒大山津見神参照
- 国之狭土神（くにのさづち）：⇒大山津見神参照
- 国之常立神（くにのとこたち）- 始源神、大地神
- 国之水分神（くにのみくまり）：⇒水分神 - 水の神
- 国御柱命（くにのみはしら）：⇒級長戸辺命
- 首塚大明神(くびづかだいみょうじん)-大江山に棲む鬼神、酒呑童子参照
- 熊野速玉男神（くまのはやたまのお）：熊野速玉大社
- 熊野久須毘命（くまのくすび）
- 熊野牟須美神（くまのふすみ）：熊野那智大社
- 闇淤加美神、闇龗神（くらおかみ）：⇒淤加美神
- 闇御津羽神（くらみつは）- 水神
- 闇山津見神（くらやまつみ）：⇒迦具土神参照
- 黒雷（くろいかづち、くろいかつち）：⇒火雷大神
- 家都御子神（けつみこ）：熊野本宮大社
- 苔牟須売神（こけむすめ）
- 事解之男神（ことさかのお）
- 事代主神（ことしろぬし）- 託宣神、海神、五穀豊穣商売繁盛の神
- 木花之佐久夜毘売（このはなのさくやびめ）- 火の神、水神、妻の守護神、安産の神、子育ての神、酒造の神
- 木花知流比売（このはなちるひめ）

### さ行
- 賢彦名神（さかしなひこな）
- 前玉比売（さきたまひめ）
- 折雷（さくいかづち、さくいかつち）：⇒火雷大神
- 福井神（さくいのかみ）
- 辟田彦、杉原彦（さくたひこ、すぎはらひこ）：⇒杉原大神
- 辟田姫（さくたひめ）：⇒杉原大神
- 刺国大神（さしくにおおかみ）
- 刺国若比売（さしくにわかひめ）
- 佐保姫（さほひめ）- 春の女神
- 寒川比古命（さむかわひこ）
- 寒川比女命（さむかわひめ）
- 猿田彦（さるたひこ）- 道の神、旅人の神
- 塩土老翁（しおつちのおじ）- 航海の神、潮流を司る神、製塩の神
- 磯城津彦命（しきつひこ）
- 敷山主神（しきやまぬし）
- 思子淵神（しこぶち）：⇒七シコブチ
- 下照姫神（したてるひめ）
- 天下春命（したはる）- 開墾の神
- 志那都比古神（しなつひこ）- 風神
- 級長戸辺命（しなとべ）：⇒志那都比古神
- 白山比咩神（しらやまひめ）：⇒菊理媛神
- 須義祢命（すがね）
- 杉原大神（すぎはら）
- 少彦名神（すくなひこな）- 国造りの協力神、常世の神、医薬の神、温泉の神、呪術の神、穀物神、知識の神、酒造の神、石の神
- 須佐之男命、素盞嗚尊（すさのお）- 三貴子、海神、嵐の神
- 須勢理毘売命（すせりびめ）
- 住吉三神（すみよし）- 水神
- 瀬織津姫命（せおりつひめ）
- 底筒男命（そこつつのお）：⇒住吉三神
- ソソウ神：⇒諏訪大神

### た行
- 高淤加美神、高龗神（たかおかみ）：⇒淤加美神
- 高御産巣日神（たかみむすひ）- 創造神
- 高照光姫大神命（たかてるひめ）
- 多岐都比売命（たぎつひめ）
- 多紀理毘売命（たきりびめ）
- 栲幡千千姫命（たくはたちぢひめ）- 織物の神
- 建葉槌命（たけはづち）：⇒天羽槌雄神 - 織物の神、機械の神
- 建比良鳥命（たけひらとり）
- 建御雷神（たけみかづち）- 雷、剣の神
- 建御名方神（たけみなかた）：⇒諏訪（須波）大神
- 田心姫神（たごりひめ）：⇒多紀理毘売命
- 手力男命（たぢからお）：⇒天手力男命
- 立速男命（たちはやお）：⇒天児屋命
- 竜田姫（たつたひめ）- 秋の女神
- 多邇具久（たにぐく）
- 多比理岐志麻流美神（たひりきしまるみ）
- 玉祖命（たまのおや）- 勾玉の神
- 玉依毘売（たまよりびめ）：鸕鶿草葺不合尊の妻
- 玉依姫（たまよりびめ）：媛蹈鞴五十鈴媛命などの母
- 玉依姫（たまよりびめ）：鴨玉依姫。賀茂別雷命などの母
- 玉依毘売命（たまよりびめ）:邇芸速日命の母
- 道俣神（ちまたのかみ）- 伊弉諾尊の袴から神に成る
- 新波陀神（にいはたのかみ）- 漂着した崑崙人を綿の神としたもの。天竹神社の祭神
- 撞榊厳魂天疎向津姫命(つきさかきいつみたまあまさかるむかつひめ)：⇒瀬織津姫
- 月読命（月読尊、月弓尊、月夜見尊）（つくよみ、つくゆみ、つきよみ）- 三貴子、月神
- 土雷（つちいかづち、つちいかつち）：⇒火雷大神（ほのいかづち）
- 角杙神・活杙神（つぬぐい・いくぐい）- 大地の様子を表す神
- 都麻津比賣神（つまつひめ）：⇒大屋都姫・都麻津姫
- 頬那藝神（つらなぎ）：⇒速秋津日子神参照
- 頬那美神（つらなみ）：⇒速秋津日子神参照
- 手名稚命、手摩乳命（てなづち）：⇒脚摩乳・手摩乳
- 遠津待根神（とおつまちね）
- 遠津山岬多良斯神（とおつやまさきたらし）
- 時量師神（ときはかし）- 伊弉諾尊の袋から神に成る
- 年神、歳神、大年神、御年神、若年神、大歳神、正月様、恵方様、歳徳神（とし）
- 鳥取神（ととり）
- 鳥鳴海神（とりなるみ）
- 豊宇気毘売神（とようけびめ）
- 豊雲野神（とよくもの）- 大地の様子を表す神
- 豊玉毘売（とよたまびめ）- 海神、龍神
- 豊日別大神（とよひわけ）
- 鳥之石楠船神（とりのいわくすふね）- 船の神、運輸・交通の神

### な行
- ないの神（地震の神）
- 直毘神（なおび）- 厄払いの神
- 長白羽神（ながしらはのかみ）
- 中筒男命（なかつつのお）：⇒住吉三神
- 泣沢女神（なきさわめ）- 水神、井戸の神
- 鳴雷（なるいかづち、なるいかつち）：⇒火雷大神
- 丹生都姫（にうつひめ）：丹生都比売神社
- 饒速日命（にぎはやひ）
- 邇邇芸命（ににぎ）- 稲穂の神、農業神
- 沼河比売（ぬなかわひめ）
- 布忍富鳥鳴海神（ぬのおしとみとりなるみ）

### は行
- 波自加弥神（はじかみ）：㯮椒神社
- 八幡神（はちまん、やはた）
- 埴安神（はにやす）、埴安彦神（はにやすひこ）、埴山姫神（はにやまひめ）- 土の神
- 速秋津比古神・速秋津比売神（はやあきつひこ・はやあきつひめ）- 川の神、港の神
- 速佐須良比売神(はやさすらひめ)
- 早池峰大神（はやちね）
- 速甕之多気佐波夜遅奴美神（はやみかのたけさはやじぬみ）
- 祓戸大神（はらえど）
- 日河比売（ひかわひめ）
- 彦狭知命（ひこさち）
- 比佐津媛（ひさつひめ）
- 一言主神（ひとことぬし）
- 肥長比売（ひながひめ）- 蛇神
- 日名照額田毘道男伊許知邇神（ひなてりぬかたびちおいこちに）
- 火之迦具土神（ひのかぐつち）：⇒迦具土神
- 樋速日神（ひはやひ）- 火の神
- 比々羅木之其花麻豆美神（ひひらぎそのはなまずみ）
- 比売大神（姫大神）（ひめ）
- 蛭子神（ひるこ）
- 深淵之水夜礼花神（ふかぶちのみずやれはな）
- 伏雷（ふすいかづち、ふすいかつち）：⇒火雷大神
- 経津主神、布都努志命（ふつぬし）
- 布帝耳神（ふてみみ）
- 布刀玉命、太玉命（ふとだま）- 託宣の神
- 布怒豆怒神（ふぬずぬ）
- 布波能母遅久奴須奴神（ふわのもじくぬすぬ）
- 辺疎神（へさかる）- 伊弉諾尊の右手の腕輪から神に成る
- 辺津甲斐弁羅神（へつかいべら）- 伊弉諾尊の右手の腕輪から神に成る
- 辺津那芸佐毘古神（へつなぎさびこ）- 伊弉諾尊の右手の腕輪から神に成る
- 火遠理命（ほおり）- 山幸彦、稲穂の神
- 火須勢理命（ほすせり）- 稲穂の神
- 火照命（ほでり）- 海幸彦、稲穂の神
- 火雷大神（ほのいかづち）
- 火牟須比・火産霊（ほむすび）：⇒軻遇突智

### ま行
- 禍津日神（まがつひ）- 災厄の神
- 真玉著玉之邑日女命（またまつくたまのむらひめ）
- 登美夜毘売（みかしきやひめ）
- 甕主日子神（みかぬしひこ）
- 甕速日神（みかはやひ）- 火の神
- 水分神（みくまり）
- 御食津神（みけつ）：八神殿
- 三島神（みしま）：三嶋大社・大山祇神社
- 溝咋姫神（みぞくいひめ）：⇒玉櫛媛
- 道乃長乳歯神（みちのながちは）- 伊弉諾尊の帯から神に成る
- 罔象女神（みつはのめ）、弥都波能売神（みづはのめ）- 水神
- 御年神（みとし）：⇒年神
- 水内神（みのち）：持統天皇が天候回復を祈願⇒建御名方彦神別命
- 水光姫（みひかりひめ）- 水神、井戸の神
- 三穂津姫（みほつひめ）
- 観松彦色止命（みまつひこいろと）：⇒天八現津彦命
- 美呂浪神（みろなみ）
- 武塔神（むとう）
- 胸鉏比売（むなすきひめ）

### や行
- 八現津彦命（やあきつひこ）：⇒天八現津彦命
- 八重事代主神（やえことしろぬし）：⇒事代主
- 八河江比売神（やがわえひめ）：矢川神社 - 諸芸上達・諸願成就の神
- 八雷神（やくさのいかつち）：⇒火雷大神
- 八坂刀売神（やさかとめ）
- 八島士奴美神（やしまじぬみ）
- 八島牟遅能神（やしまむじ）
- 八十禍津日神（やそまがつひ）：⇒禍津日神
- 八咫烏（やたがらす）
- 八束水臣津野命（やつかみずおみつぬ）：⇒国引き神話、淤美豆奴神
- 八尋鉾長依日子命（やひろほこながよりひこ）
- 山代日子命（やましろひこ）
- 倭大国魂神（やまとおおくにたま）
- 山彦、山幸彦（やまひこ、やまさちひこ）：⇒火遠理命
- 八意思兼神（やごころおもいかね）：⇒思兼神
- 由良比女命（ゆらひめ）：⇒由良比女神社
- 予母都志許売（よもつしこめ）

### わ行
- 若雷（わかいかづち、わかいかつち）：⇒火雷大神
- 若宇加能売神（わかうかのめ）
- 若尽女神（わかつくしひめ）
- 稚日女尊（わかひるめ）
- 和加布都努志能命（わかふつぬし）- 牛飼神
- 稚産霊（わくむすび）- 穀物の生育を司る神
- 別雷大神（わけいかづち、わけいかつち）：⇒賀茂別雷命
- 和豆良比能宇斯能神（わずらいのうし）- 伊弉諾尊の衣から神に成る
- 綿津見（わたつみ）- 海神

### その他の神

#### 吉田神道の神
- 虚無大元尊神
- 天神地祇八百萬神

#### 近世以降に祭られた日本国外にルーツを持つ神
- 米国国魂神（国魂）
- ハワイ産土神
- サイパン国魂大神
- 髙士佛戦沒之霊神
- 38にっぽんぐんかん（バシー海峡に沈んだ旧日本海軍の駆逐艦）
- アパレシーダの聖母（神乃家厳戸神社ブラジル大神宮）

## 陰陽道（道教）の神
- 黄幡神（黄番神、おうばんしん）：⇒八将神
- 河伯（かはく）
- 関聖帝君（かんせいていくん）：⇒関帝
- 玄武（げんぶ）：⇒四神、十二天将
- 騰蛇（とうだ）：⇒十二天将
- 六合（りくごう）：⇒十二天将
- 天空（てんくう）：⇒十二天将
- 天后（てんこう、まそ）：⇒十二天将。大間稲荷神社など。
- 太裳（たいも、たいじょう）：⇒十二天将
- 勾陣（こうじん）：⇒十二天将
- 金神（こんじん）
- 歳刑神（さいぎょうしん、さいけいしん）：⇒八将神
- 歳殺神（さいせつしん）：⇒八将神
- 歳破神（さいはしん）：⇒八将神
- 十二天将（じゅうにてんしょう）
- 寿老人（じゅろうじん）⇒七福神
- 神農（しんのう）
- 朱雀（すざく）⇒四神、十二天将
- 青竜（せいりゅう）⇒四神、五竜、十二天将
- 鍾馗（しょうき）
- 青面金剛（しょうめんこんごう）
- 太陰神（たいおん）：⇒八将神、十二天将
- 大金神（だいこんじん）
- 太歳神（たいさい）：⇒八将神
- 大将軍（だいしょうぐん）：⇒八将神
- 天一神（てんいち、てんいつ）：⇒十二天将、中神、方位神
- 歳徳神（としとく）
- 白竜（はくりゅう）⇒五竜
- 赤竜（せきりゅう）⇒五竜
- 黒竜（こくりゅう）⇒五竜
- 黄竜（こうりゅう）⇒五竜
- 八将神（はっしょうじん）
- 姫金神（ひめこんじん）
- 白虎（びゃっこ）⇒四神、十二天将
- 豹尾神（ひょうび）：⇒八将神
- 風神（ふうじん）
- 福禄寿（ふくろくじゅ）⇒七福神
- 方位神（ほうい）：⇒方角神
- 巡金神（めぐりこんじん）：⇒金神
- 徐福（ゆらひめ）：⇒新井崎神社、徐福ノ宮
- 雷神（らいじん）

## 日本の民俗・民間信仰の神
日本の妖怪一覧 / 中国の妖怪一覧 / 伝説の生物一覧 / 日本三大妖怪も参照せよ。
- 赤城神（あかぎ）
- 阿久良王（あくらおう）
- 足手荒神（あしてこうじん）
- 天八現津彦命（あめのやあきつひこ）
- アラハバキ神（荒脛神）
- 池生神（いけのう）
- 池若御子神（いけわかみこ）
- 石神（いし）：⇒磐座・神体、
（しゃくじん・しゃくじ）：⇒石神 (民間信仰)
- 伊豆速布留神（いずはやぶる）※現在は猿田彦と同一視
- 出早雄命（いづはやお）
- 出早比売命（いづはやひめ）
- 犬神（いぬがみ）
- 茨田神
- 宇恵春神
- 宇賀神（うがじん）
- 内県神（うちあがた）
- 姥神（うばがみ）
- 厩神（うまや）
- 宇良古比売（うらこ）
- 浦島太郎（水江浦島子）
- うわばみ
- 愛遲子神（えちご）
- 胞衣神（えながみ）：後産の神
- 恵奈武耳命（えなたけみみ）
- えびす（戎、夷、胡、恵比寿、恵比須、蛭子）
- 大県神（おおあがた）
- 大橡神（おおくぬぎ）
- 大嶋辺神（おおしまべ）
- 大元神 (おおもと)
- 意岐萩命（おぎはぎ）
- 奥津石建神（おきついわたて）
- 鬼（おに）
- 竟富角神（おほつの）
- おしら様※イタコも参照。
- 蚕神
- 案山子神（かかしがみ）
- 鹿島様
- 風の三郎様
- 片倉辺命（かたくらべ）
- 河童（かっぱ）
- 神坂雄神（かむさかお）
- 倉稲主神（うかぬし）
- 草奈井比売命（くさないひめ）
- 久留須神（くるす）
- 黒姫命（くろひめ）
- 高志奈男神（こしなお）
- 児玉彦命（こだまひこ）
- 駒弓神（こまゆみ）
- 金精神（こんせいしん）
- 金平鹿（こんへいか）
- 前玉彦神（さきたまひこ）
- 笹山彦命（ささやまひこ）
- 座敷小僧（ざしきこぞう）
- 座敷童子（ざしきわらし）
- 佐那都良比売神（さなつらひめ）
- シーサー
- 志多羅神（しだらがみ）
- 七福神（しちふくじん）
- 柴神（しばがみ）
- 宿神（しゅくしん）※別称に守宮神，守久神，社宮司，守公神，守瞽神，主空神，粛慎の神，守君神など
- 菅根神（すがね）
- 須波若彦命（すわわかひこ）
- ソソウ神
- 底多久神（そこたく）
- 高石比売神（たかいしひめ）
- 高杜命（たかもり）
- 武居夷神（たけいえみし）
- 武居大伴主神（たけいおおともぬし）
- 武彦根神（たけひこね）
- 建御名方彦神別命（たけみなかたひこかみわけ）
- 辰子姫（たつこひめ）
- 多津若比売神（たつわかひめ）
- 蓼科神（たてしな）
- 多満留姫（たまる）
- 垂比売神（たるひめ）
- 千鹿頭神（ちかと）
- 智奴神（ちぬ）
- 岐の神（ちまた）
- 付喪神（つくもがみ）
- 妻岐萩命（つまきはぎ）
- 妻科比売命（つましなひめ）
- 都麻耶美豆比売神（つまやみずひめ）
- 天狗（てんぐ）
- 天道（てんとう）
- 天女（てんにょ）
- 天白神（てんぱく）
- 道祖神（どうそじん）
- 常世神（とこよがみ）
- 外県神（とのあがた）
- 庭津女神（にわつめ）
- 人魚（にんぎょ）※八百比丘尼伝説。
- 比良父神（ひらふ）
- ビリケン
- 貧乏神（びんぼうがみ）
- 船霊（ふなだま）
- 箒神（ほうきがみ）
- 疱瘡神（ほうそう）
- 麻背神（ませのかみ）
- ミシャグジ（みしゃぐじ様）※別称、別表記は数百種あるため割愛
- 美射津彦神（みしゃつひこ）
- 美津多麻比売命（みつたまひめ）
- むかで神
- 洩矢神（もりや、もれや）
- 守達神（もりた）
- 守宅神（もりた、もりや）、守田之神（もりたのかみ）
- 八杵命（やきね）
- 屋敷神（やしきがみ）
- 八須良雄神（やすらお）
- 八立神
- 八櫛神（やくし）
- 疫病神（やくびょうがみ）
- 弥五郎どん（やごろうどん）※隼人の信仰に由来するとも。
- 矢塚男命（やづかお）
- 夜刀神（やとの）
- 矢奈比売命（やなひめ）
- 屋根神（やね）
- ヤマドッサン
- 両面宿儺（りょうめんすくな）
- 若木比売神（わかぎひめ）

## 主な人神、現人神

### 日本人
- 青木昆陽
- 秋元喬知
- 悪路王：⇒蝦夷の伝説
- 明智光秀
- 蘆髪蒲見別王（あしかがみわけのみこ）
- アテルイ：⇒蝦夷の伝説
- 安倍貞任、安倍宗任
- 安倍晴明（晴明大神、晴明霊神、晴明霊社）
- 阿倍仲麻呂-高屋大明神とも
- 天草四郎
- 天押帯日子命（あめのおしたらしひこ）：（やごろうどん）天足彦国押人命
- 天日槍命、天之日矛（あめのひぼこ）
- 在原業平
- 安徳天皇：⇒水天宮
- 安閑天皇
- 伊豆伎比古命（いずきひこ）
- 五十鈴姫神（いすずひめ）
- 印岐美命（いにきみ）
- 磐鹿六雁命（いわかむつかり）
- 上杉謙信
- 上山英一郎
- 宇摩志麻遅命
- 老松大明神（島田忠臣）
- 役小角：⇒修験道
- 応神天皇：⇒八幡神
- 大入杵命
- 大石良雄ほか赤穂浪士：⇒大石神社
- 大江元就（毛利元就）
- 太安万侶：多坐弥志理都比古神社
- 大俣王
- 岡村十兵衛
- おきた姫
- 袁邪本王
- 織田信長（建勲大明神）
- 弟橘媛（乙橘媛、おとたちばなひめ）
- 小野道風
- 小野篁
- 小俣王
- お松大権現
- 臣狭山命
- 邑良志別君宇蘇弥奈-蝦夷の人物神とも。
- 間宮林蔵、最上徳内、松浦武四郎ら開拓神社の諸祭神
- 柿本人麻呂
- 荷田宿禰羽倉大人命
- 加藤嘉明-藤栄神社
- 迦邇米雷王
- 神八井耳命
- 亀麿（伝万里小路藤房長男）
- 桓武天皇
- 菊池武時
- 菊池武重
- 北政所吉祥女（島田宣来子）
- 北畠親房
- 北畠顕家
- 吉備真備-吉備大臣、八所御霊の一柱とされる。真備の祖母も「光助霊神」として祀られる。
- 楠木正成（大楠公）
- 楠木正行（小楠公）
- 久努国造
- 栗林忠道ほか硫黄島守備隊
- 黒住宗忠⇒宗忠大明神
- 黒住忠春⇒黒住宗忠の親族、黒住教発展に尽くす
- 黒田官兵衛-福岡・光雲神社、姫路・広峯神社内に官兵衛神社
- 黒田長政-光雲神社
- 継体天皇
- 児島高徳
- 後醍醐天皇
- 児玉源太郎
- 小林三武郎
- 小早川隆景
- 惟喬親王⇒大皇器地祖神社。木地師の祖とも。
- 近藤勇
- 坂上苅田麻呂（苅田比古）
- 坂上苅田麻呂の后（苅田比売）
- 坂上田村麻呂
- 高望王（平高望）
- 西郷隆盛
- 西郷従道
- 佐伯鞍職
- 坂本龍馬
- 佐久間象山
- 佐久間勉以下14名の乗艇員
- 佐倉惣五郎
- 桜葉大明神（伊予親王）
- 三条実美
- 相馬師常
- 早良親王（崇道天皇）
- 佐波遅比売王
- 狭穂彦王
- 渋川春海（土守霊社）
- 志夫美宿禰王
- 塩田利兵衛　義民
- 四条山蔭中納言藤原政朝（藤原山蔭）
- 聖徳太子：聖徳太子神社
- 昭和天皇：⇒人間宣言
- 神功皇后：⇒住吉神、八幡神
- 神武天皇（神倭伊波礼琵古命・神日本磐余彦尊・かむやまといわれひこ）
- 菅原満佐
- 杉浦茂峰
- 崇徳天皇
- 諏訪氏　代々生き神とされた
- 仙台四郎
- 大正天皇
- 平将門
- 高丘親王
- 高津姫
- 高杉晋作
- 武五百建命
- 建稲種命
- 健磐龍命
- 健隈照命
- 武美名別命
- 武垣直温
- 武田信玄
- 田道間守（たぢのもり）
- 橘周太
- 梅岳霊神（立花道雪）
- 松陰霊神（立花宗茂）
- 瑞玉霊神（立花誾千代）
- 辰子（辰子姫）
- 武振彦命（伊達政宗）
- 丹波道主命
- 知知夫彦命
- 栂野彦八
- 土御門泰福
- 天満大自在天神（菅原道真）：⇒天満宮、眷属諸神
- 東郷平八郎
- 東照大権現（徳川家康）：⇒東照宮
- 高譲味道根之命（徳川光圀）
- 豊国大明神（豊臣秀吉）
- 内藤信成：⇒藤基神社
- 中山忠光
- 永谷宗円 ⇒茶宗大明神
- 鍋島直正
- 名和長年 ※建武中興二十五社
- 新田義貞
- 二宮尊徳
- 乃木希典
- はだか武兵
- 彦坐王
- 人康親王：⇒雨夜尊（あめや）
- 稗田阿礼（ひえだのあれ）：賣太神社・稗田神社
- 平田篤胤
- 平林新七　義民
- 平山角左衛門　天領・備後尾道の港奉行。尾道発展の基礎を築く。尾道住吉神社。
- 広瀬武夫
- 廣枝音右衛門
- 藤原鎌足（談山大明神）
- 藤原大夫人（藤原吉子）
- 藤原秀郷
- 藤原時平
- 藤原師賢
- 藤原山蔭　庖丁道の祖、庖丁神社
- 紅姫天王
- 徳崇大権現（北条高時）
- 保科正之（埴津霊社）
- 堀内勇吉　義民
- 堀秀政
- 前田利家
- 増田与兵衛　義民
- 増田敬太郎（巡査大明神）
- 又坂与次右衛門　義民
- 松岡萬
- 松平定綱（鎮国公）
- 松平定信（守国大明神）
- 松平慶永
- 朝廷別王
- 御子柴艶三郎
- 満徳法主天（宇多天皇）
- 聡敏大明神（水野勝成）
- 源満仲
- 源義家
- 源頼光
- 源頼朝
- 源義経⇒義経神社など。
- 美夜受比売
- 宗良親王
- 室毘古王
- 明治天皇
- 昭憲皇太后
- 毛利敬親
- 森川清治郎（台湾の土地神）
- 物部守屋
- 守屋辰次郎（足神霊神・諏訪神家守屋一族）
- 和気清麿
- 和気広蟲
- 山崎闇斎（垂加霊社）
- 山内豊信
- 日本武尊
- 倭姫命（やまとひめ）
- 結城宗広
- 尹良親王（ユキヨシ様）
- 吉田松陰：⇒松陰神社
- 吉田兼倶　⇒神龍大明神。吉田神道（唯一宗源神道）の提唱者。卜部兼倶。
- 軍神
- 六芸神（ろくげい）
- 靖国神社に祀られる軍人・軍属を主とする246万6532柱（2004年10月17日現在）の英霊（うち、女性は5万7千余柱）
- 弥生慰霊堂に祀られる警視庁及び東京消防庁の殉職者2517柱（2010年（平成22年）10月7日現在）

### 外国人
- 檀君（玉山神社、朝鮮国魂神も参照）
- ヒポクラテス（薬祖神祠、ヒポクラテス崇拝）
- カメハメハ1世（ハワイ大神宮）
- 高麗若光（高麗神社）
- 李参平（陶山神社 (有田町)）
- 鄭成功（旧開山神社）
- 蔣介石（愛知県幸田町中正神社）
- 林浄因（林神社）
- 愛新覚羅溥傑（山口県下関市中山神社 (下関市)#愛新覚羅社）
- サン・ジワンさま（枯松神社）
- ジョージ・ワシントン（ハワイ大神宮）
- ジョン・キャンベル（靖国神社）：⇒常陸丸事件
- ロベルト・コッホ（北里神社）

## 琉球の神
- 阿摩美久（あまみく）、あまみきよ、しねりきよ、あーまんちゅ
- あーまん
- キンマモン
- 竜宮神
- メンソーレ

## アイヌのカムイ
カムイは、アイヌ語で神格を有する高位の霊的存在である。
- コタンカラカムイ（英語版）
- トカプチュプカムイ（太陽神）
- チカプカムイ（フクロウ）
- フリ（巨鳥）
- ラートシカムイ（巨大な蛸）
- パヨカカムイ（疫病神）
- アペフチカムイ（火の神）
- キムンカムイ（山の神様、一般的にヒグマを指す。キンカムイとも）
- ウェンカムイ（悪の神様、一般的に人間を襲うヒグマを指す。キムンカムイが変化したもの）
- レプンカムイ（英語版）（沖の神様、一般的にシャチを指す）
- アイヌラックル

## その他の宗教の神

### 日本発祥の新宗教
- 教派神道系
  - 天地金乃神（てんちかねのかみ）- 金光教
  - 艮の金神（うしとらのこんじん）- 大本教
- 諸派系
  - 天理王命（てんりおう）＝親神（おやがみ）- 天理教
  - 大光明主神（みろくおおみかみ）- 世界救世教系諸教団の多く
  - 御親元主真光大御神（みおやもとすまひかりおおみかみ）- 真光系諸教団の大部分
  - 伊都能売大国魂大国主之大神（いずのめおおくにたまおおくにぬしのおおかみ）- 上記神と表裏一体の神
  - エル・カンターレ（える・かんたーれ）- 幸福の科学の根本仏・地球神
  - 守護霊守護神教 - 白光真宏会（五井昌久氏の神）

### 日本における外国由来の宗教

#### アブラハムの宗教
- 神 - アブラハムの宗教（ユダヤ教、キリスト教、イスラム教、バーブ教、バハイ教など）
  - 日本人の信者や在日外国人の信者がいる。またかくれキリシタンの信仰やキリストの幕屋の教義のように神道や修験道などの日本の伝統宗教と混合した信仰のあり方も存在する。

#### その他の日本における外国由来の宗教
- 天の神
  - テングリ - 日本における北方アジアの遊牧民族にルーツのある人々が主に信仰している。
  - 天道教 - 在日コリアンが主に信仰している。
  - 最高神ラウム - 在日華人が主に信仰している。教義では天之御中主神と同一視される。
- クッ - 巫俗 - 在日コリアン が主に信仰している。韓寺も参照。
- ウンバンダにおける「ブラジルの守護聖人のアパレシーダの聖母」 - 在日ブラジル人が主に信仰している。

#### ネオペイガニズム系
- ネオペイガニズム
  - ウイッカ - 日本においてもエコロジー思想やフェミニズムに親和性を持つ「現代魔女」と呼ばれるムーブメントがおきている。詳細は「日本における現代魔女」を参照せよ。

#### スピリチュアリティ系
- スピリチュアリティ
  - ニューエイジの周辺も参照せよ。
- フェミニスト霊性運動（Thealogy）
- ディープエコロジー
- UFO宗教
  - 異星人エロヒム - ラエリアン・ムーブメントでは、神道の神を含めた神話や伝統的な宗教の神々の多くはエロヒムがモデルであるとする。

## 日本の神に付随する用語集
- 荒神（あらかみ、あらがみ、こうじん）
- 市神（いち）：⇒神大市姫神・大宮能売神・市杵嶋姫神など
- 井戸神（いどがみ）：⇒木俣神・水神
- 稲荷神（いなり）
- 氏神（うじがみ）
- 厩神（うまやがみ）
- 海神：⇒海神（わたつみ、かいじん）
- 陰陽道（おんみょうどう）
- 竃神（かまどがみ）
- 御霊信仰（ごりょうしんこう）
- 古神道（こしんとう）：ここでは外来宗教が入る前の原始神道を差す。
- 別天津神（ことあまつがみ）
- 金精神（こんせいしん）
- 地主神（ぢぬしがみ）
- 神世七代（かみよななよ）
- 水神（すいじん）
- 造化三神（ぞうかさんしん）⇒別天津神
- 祖神：⇒氏神（そしん）
- 祖霊信仰（それいしんこう）
- 祟り神（たたり）
- 田の神（た）
- 岐の神（ちまた）
- 鎮守神（ちんじゅがみ）
- 天神（てんじん）
- 道教（どうきょう）
- 和魂・荒魂（にぎみたま・あらみたま）
- 独神（ひとりがみ）
- 人神（ひとがみ）
- 仏神（ぶっしん）：⇒仏の一覧
- 御子神（みこ）
- ミサキ神：⇒八咫烏
- 三種の神器（みくさのかむだから、さんしゅのじんぎ）
- 御酒殿神（みさかどののかみ）
- 三貴子（みはしらのうずのみこと、さんきし）
- 四至神（みやのめぐり）
- 民間信仰（みんかんしんこう）
- 宗像三神（むなかたさんしん）
- 厄病神（やくびょうがみ）
- 屋敷神(やしきがみ)
- 屋根神（やねがみ）
- 山神（やまがみ）
- ヤマタノオロチ（八岐大蛇、八俣遠呂智、八俣遠呂知）
- 龍神（りゅうじん）：⇒竜